# 毛笔

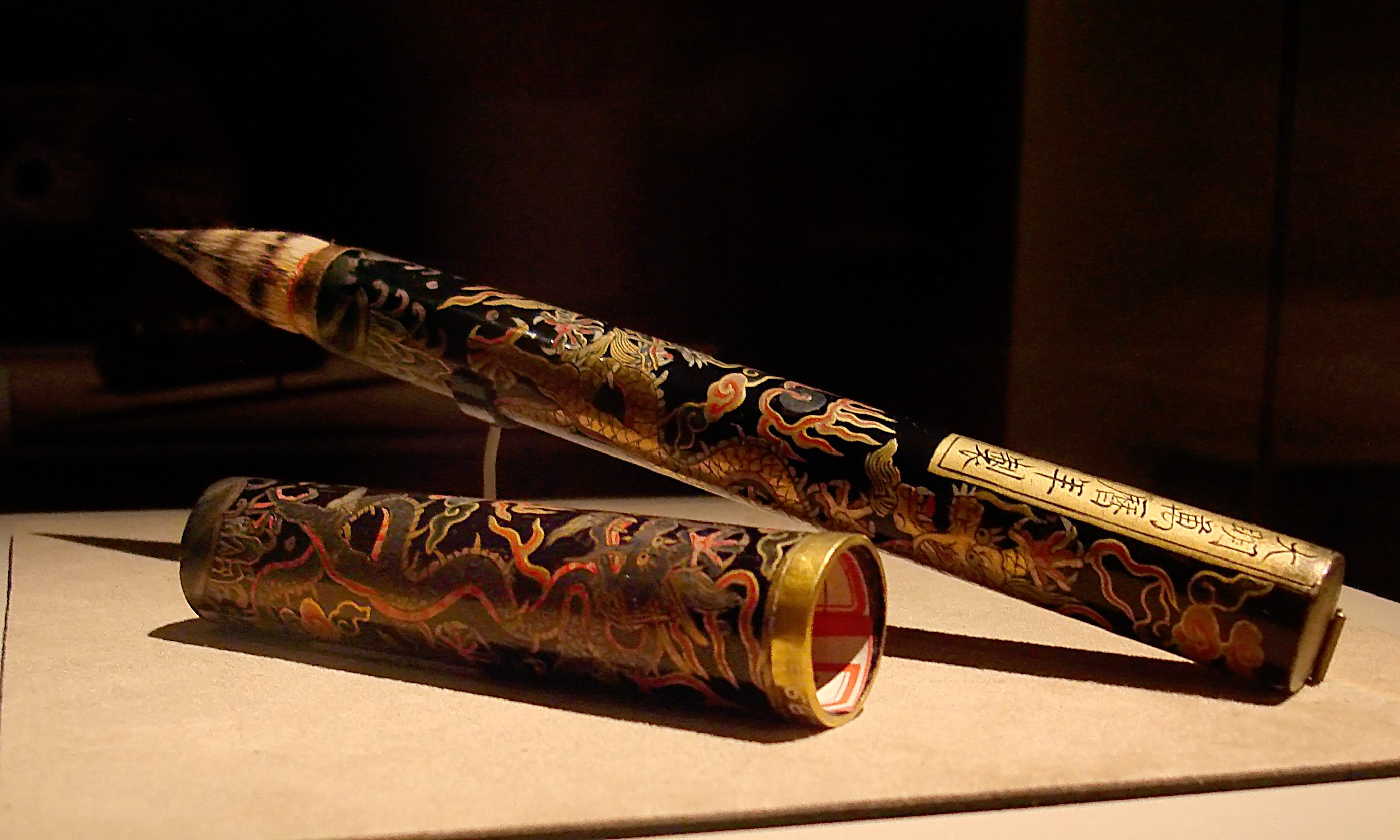
上刻「大明萬曆年製」的御用毛筆

毛筆，狹義是指一種源于中国的傳統書寫工具。其有玉管、翠管等雅稱，被列為中國的文房四寶之一。現今也有一些科學毛筆。
而在漢字文化圈之外，相似的筆，一般定位屬畫筆。

## 历史

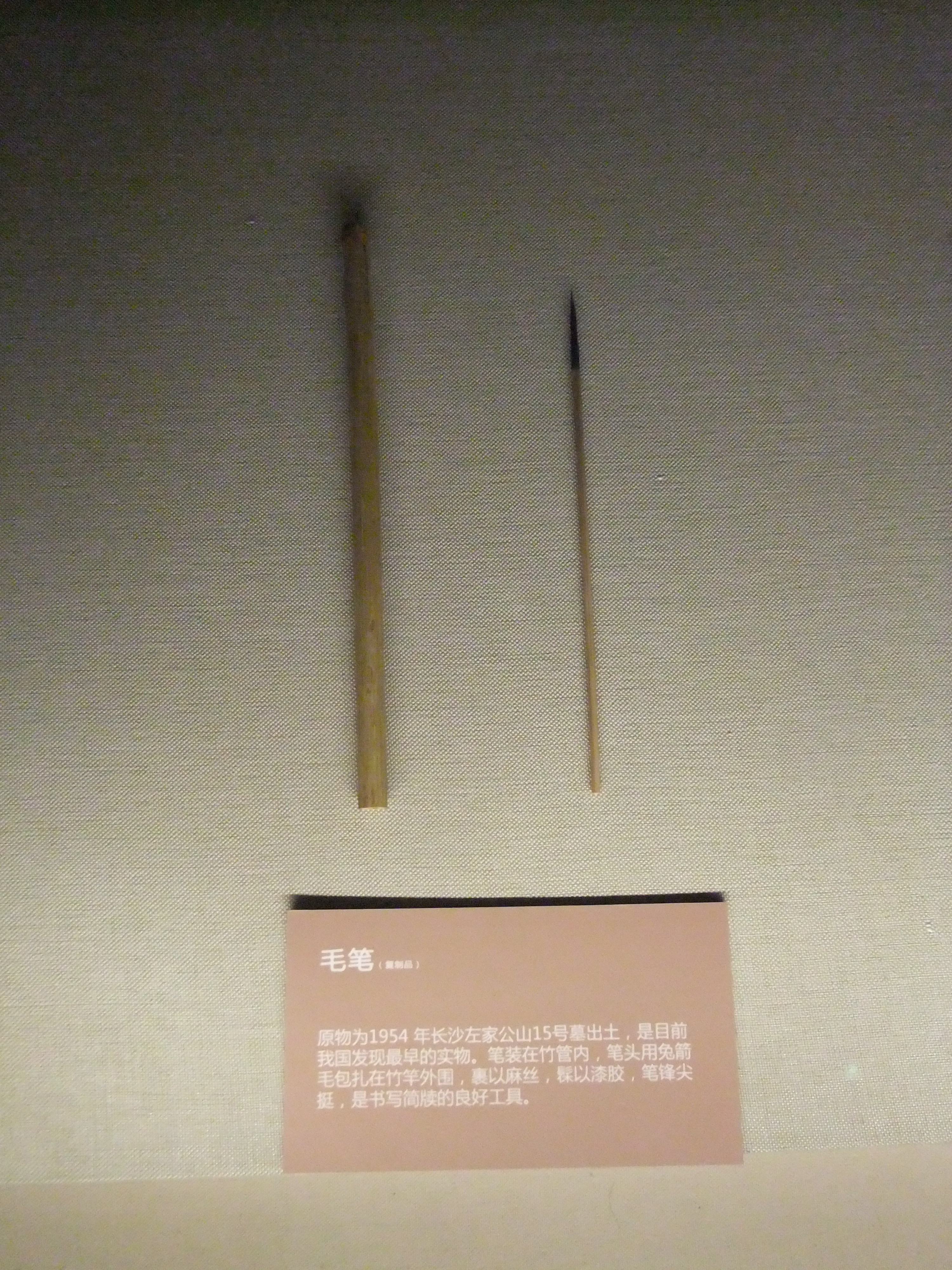
湖南长沙左家公山战国楚墓出土的毛笔，1954年出土

1954年在长沙左公山15号战国中期楚墓裡已有出土保存完好的毛笔。以木作桿，用竹管将毛套在木桿上，这就是原始的毛笔。
毛筆早在商朝就出現了，秦朝蒙恬以柘木为管，鹿毛为柱，羊毛为被。蒙恬对毛笔的改进对于小篆的形成具有很大的意义，与大篆不同，小篆线条婉转曲折，非硬物所能为，故应当是用毛笔书写的。
據說戰國末年秦国将军蒙恬在鎮守北方時，見匈奴以獸毛沾顏料繪圖，又同時前方戰況告急，才改篆刻竹簡由絲卷書寫軍情。聲名大噪，並由史官記於史冊內。故后世制笔业奉蒙恬为始祖。先秦时，毛笔有多种名称，如“聿”、“不律”、“弗”等，后统称为“笔”。
而毛筆之製造在秦代較為進步，功能也較完善。因為在湖北省雲夢縣睡虎地的11號墓中，發現的陪葬物中有三枝以竹為桿，筆桿下端較粗，鏤空成毛腔，筆頭的底部藏於腔內，以麻絲裹著並塗漆在上面，帶有筆套、大小長度都與今日使用的毛筆極為相像。
《西京雜記》中纪述汉朝天子御用的毛笔镶嵌宝石，用秋兔之毫制成。唐代著名的毛笔有诸葛笔。宋代有成安道笔、程奕笔、屠希笔等。元祐元年（1086年），中书舍人钱勰出使高麗归来，赠黃庭堅一猩猩毛笔。宋代紹聖三年（1096年），苏轼在惠州以二十文钱購得兩支笔，但不好用，长叹說：“岭南无笔！”

## 制法

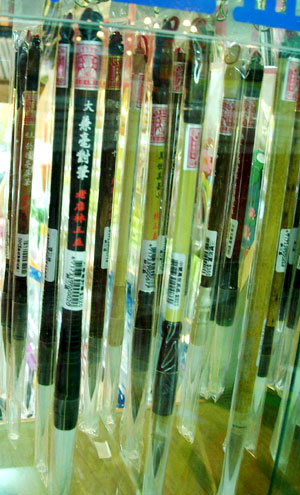
文具店中多種不同的毛筆

《齊民要術》卷第九 笔墨节记载毛笔的制作方法：
1. 将兔毫和青羊毛梳理，除去污秽的或卷曲的杂毛，将兔毫和青羊毛分别摆平，将毫锋拍齐，排成薄片。
2. 将青羊毛做笔芯，将兔毫包裹青羊毛的外面，称为笔柱，并使青羊毛笔兔毫缩入约二分。
3. 卷成圆柱形，然后扎紧，装入笔管内。

目前出產毛筆最有名的地方在浙江省湖州市南浔区善琏镇，稱為湖笔。

## 分類

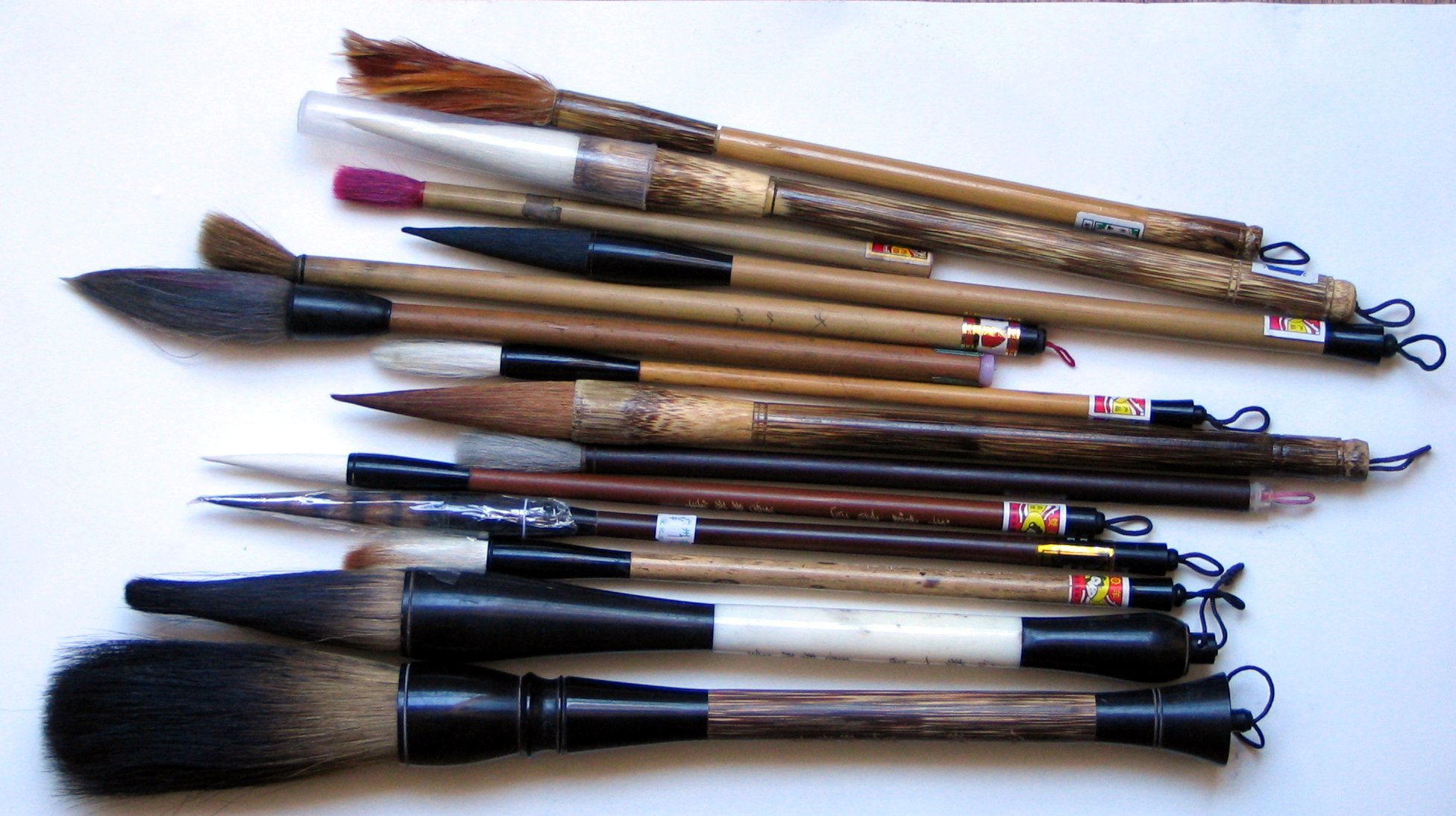
毛笔整组

毛筆的分類方式主要有依尺寸分類，依筆毛的來源、硬軟、形狀分類，以及依筆管的材質分類等。

### 尺寸
在依尺寸分類方面，可以把毛筆由小至大分為圭筆、小楷、中楷、大楷、聯筆、提筆、大筆、大斗筆等。

### 材質
傳統毛筆所採用的毛髮多是動物毛，例如胎毛、黄鼬毛（狼毫）、兔肩毛（紫毫）、鹿毛、鹿毫、雞毛、鸭毛、羊毛、猪毛、鼠毛、虎毛、狸毛、猩猩毛黄牛耳毫等，少數毛筆採用植物纖維來製作；近代則是多了人工塑膠毛可供選擇。
不同的毫毛，其彈性、吸水性、毛鋒聚攏性皆有差異。一般簡單的將毛筆分為「硬毫」（如狼毫）、「軟毫」（如羊毫），以及混用兩種毫毛以達到硬軟兼之效果的「兼毫」。毛筆筆鋒形狀也有所不同，圓形的為「圓毫」，尖銳的為「尖毫」。
筆管的材質相當多樣，有紫檀、斑竹、玳瑁、镂金、花梨、木、金、银、象牙、玻璃等。

### 筆尖長度
有長鋒、中鋒、短鋒等。

## 新毛筆的使用方法
1. 開筆：首先用手指將毛筆的頂端把筆毛慢慢地揉開，再把斷毛弄掉。接著把毛筆放在溫水裏面浸泡（只須浸泡大概3/4就好了，不能用太熱的水，只能使用溫水，時間也不可太長）一般浸泡在溫水3到5分鐘就好。您也需要根據筆的材質以及大小而定。整體來説，時間不要太長即可。當泡筆時，毛筆需要懸在水裏或平放在容器底。浸泡時也不要讓筆毫踫到別的物體，以免筆毫會變形。
2. 润筆：润筆是在寫字前最重要的過程。万万不可直接拿起筆蘸墨就去写。這樣的話，寫起字來的效果也不是最好。正確的方法是在寫字之前以清水將筆毫浸濕，然後拿出筆來用吸水紙吸乾再把筆挂起來。大約7到10分鐘后，筆毫充分吸水后，就能開始寫字了。中文中“润笔”也被泛指为请他人写文章、写字、作画的报酬。
3. 入墨：在润筆后，把水去掉就可以良好的吸墨。古語說“筆之着墨三分，不得深入至毫弱無力也”墨汁少則會過干，不能運轉自如，墨汁太多則腰漲無力。因此当寫楷書時應該兑入四分之一到三分之一的清水为最宜，当写行书时应兑三分之一到五分之二的清水，另外兑水的多少还和写的字的大小和书体有关。
4. 筆套：當開了新的毛筆后，筆套就可丟掉了（盡量不要用）因爲毛筆用后再套筆套會把筆毛弄毀。我們可以使用報紙把毛筆卷起來或者晾著。
5. 清洗：首先的先洗净毛筆，在洗的时候借助于水把笔毫给理顺，注意洗笔的时候不要用香皂洗，肥皂水属碱性，会去油，用肥皂洗后会使笔更乾更脆更易折断。洗的时候要慢慢的洗顺着笔毫轻轻的按压，一般洗个3到5分钟就可以。

## 画家论笔

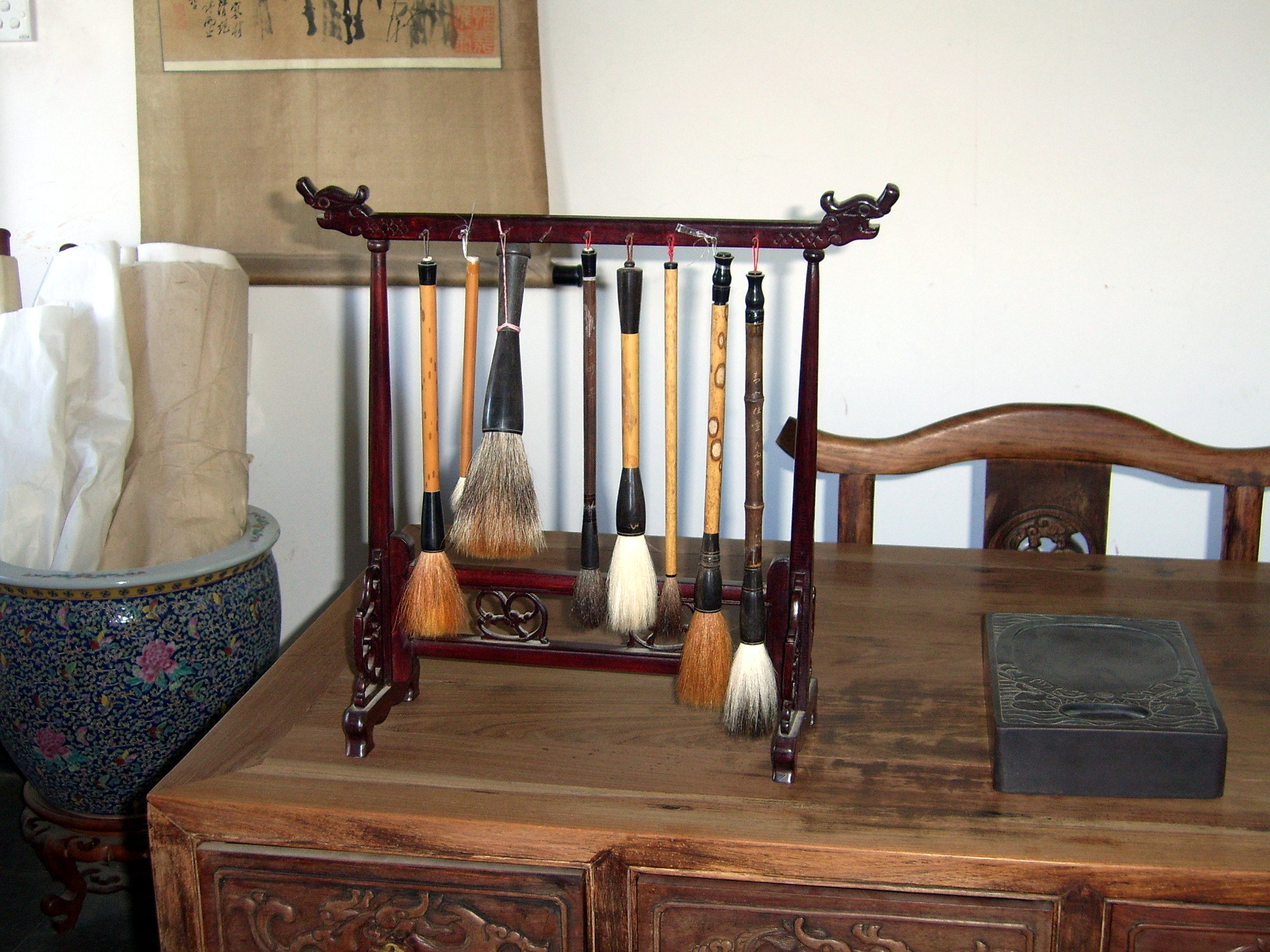
毛笔掛於筆架上

- 文震亨：「尖」、「齐」、「圆」、「健」，笔之四德[7]。
- 张大千：张大千说英国出的一种水彩笔十分名贵，是用英国某地黄牛耳朵内的细毛制成，2500头黄牛才出一磅黄牛耳毫。牛耳毫制成的画笔，吸水饱满，有弹性[8]
- 黄宾虹：张芝、钟繇用鼠毛笔，笔锋劲强有锋芒 [9]。
- 潘天寿：羊毫圆细柔训，含水量强，笔锋出水慢，运用枯墨湿墨，有其特长[10]。

## 胎毛筆
胎毛笔是毛笔的一种，以出生婴孩第一次剪下来的头发制成，不少父母都会为出生子女制笔以作纪念。
相传古时一书生上京赴考，以胎毛笔为文，竟高中状元，故又称状元笔。
胎毛笔的历史，可追溯至唐代。其中唐朝齐卫《送胎发笔寄仁公诗》有此记载：“内为胎发外秋毫，绿玉新裁管束牢”。

## 參看
- 東亞書法
- 墨筆
- 畫筆
- 揮毫